# Rhyacophila joosti
Rhyacophila joosti är en nattsländeart som beskrevs av Wolfram Mey 1979. Rhyacophila joosti ingår i släktet Rhyacophila och familjen rovnattsländor. Inga underarter finns listade i Catalogue of Life.